# Eiger
Eiger (tyskt uttal: [ˈaɪ̯ɡɐ]) är ett berg i Bernalperna i Schweiz. Det är beläget cirka 60 kilometer sydost om huvudstaden Bern, på gränsen mellan kommunerna Grindelwald och Lauterbrunnen. Toppen på Eiger är 3 967 meter över havet. Det är den östligaste i en rad bergstoppar som sträcker sig till Mönch (4 110 m ö.h.), och över Jungfraujochpasset till Jungfrau (4 158 m ö.h.).
Toppen omnämns i källor som sträcker sig tillbaka till 1200-talet, men det saknas tydliga källor till hur berget fick sitt namn. De tre bergen i krönet brukar kallas ungmön (tyska: Jungfrau), munken (Mönch) och trollet (Eiger). Namnet har även kopplats till grekiska akros, som betyder "skarp" eller "spetsig", men oftare till tyska eigen, som betyder karakteristisk (egen).

## Klättringshistorik

### Bakgrund
Eiger är ett av världens mest omskrivna berg. Sannolikt är det bara Mount Everest som har fått mer litterär uppmärksamhet. Eigers nordvägg beskrevs första gången av A W Moore i boken ”The Alps in 1864” publicerad i Oxford 1939. Eiger bestegs för första gången av schweiziska guiderna Christian Almer och Peter Bohren tillsammans med irländaren Charles Barrington. De besteg den västra sidan den 11 augusti 1858. Eigers nordvägg blev emellertid obestigen till 1938. Den kallades länge ”Alpernas sista problem” och tilldrog sig stort intresse från alpinister. Den 1 800 meter höga väggen har en medellutning på 68 grader och isfälten lutar 55–60 grader.

### 1930-talet
Sommaren 1935 gjorde de två tyska klättrarna Karl Mehringer och Max Sedlmeyer ett försök. De drabbades dock av hårt väder med storm, laviner och dimma. Under deras femte dygn på berget syntes de ett ögonblick vid liv nedifrån men när vädret klarnade hittades de båda ihjälfrusna på 3 300 meters höjd på en plats som därefter kallades Dödsbivacken.
Nästa sommar gjorde fyra klättrare ett nytt försök. Tyskarna Andreas Hinterstoisser och Toni Kurz bildade ett replag medan Willy Angerer och Eduard Rainer från Österrike ett annat. Den 18 juli 1936 påbörjades klättringen. Hinterstoisser passerade ett nödvändigt hinder, genom att göra en ca 40 meter lång sidoförflyttning på den lodräta väggen, som därefter kallas ”Hinterstoissers travers”. Efter första bivacken försämrades vädret och Angerer skadades av en fallande sten varefter de fyra klättrade tillsammans. På grund av dimman och den skadade Angerer avancerade de långsamt. Efter den andra natten på berget nådde de Dödsbivacken och bestämde sig för att retirera. Nedstigningen gick långsamt och de övernattade i en tredje bivack. Det visade sig omöjligt att passera Hinterstoissers travers i motsatt riktning och de inledde en lodrätt klättring nedåt. När de befann sig endast 150 meter från en öppning i berget, där tåget Jungfraubahn har en station insprängd i berget, dog tre av klättrarna efter att ha träffats av en lavin.
Kurtz överlevde och närmade sig öppningen och räddningen. Hans rep räckte dock inte hela vägen och det hårda vädret tillät inte någon räddningsaktion. Han övernattade ensam, ropande efter hjälp, hängande över öppningen. Starkt nedkyld tvinnade Kurtz på morgonen upp sitt återstående rep i tre delar, knöt ihop delarna och firade ned det förlängda repet till räddningsmanskapet nedanför. Han kunde hala upp en ny skarvad lina och firade sig därefter långsamt nedåt. Endast ca fem meter ovanför öppningen i berget fastnade emellertid hans karbinhake i knuten där repet skarvats ihop. Efter timmar av försök att komma förbi knuten sa han ”Ich kann nicht mehr” (jag orkar inte mer) och dog hängande i sin sele. Denna klättring beskrivs bland annat i dokumentären The Beckoning Scilence (2007) av klättraren Joe Simpson och i spelfilmen Nordwand (2008) i regi av Philipp Stölzl.
Ett nytt försök gjordes 1937 av Matthias Rebitsch och Ludwig Vörg. De påbörjade klättringen den 11 augusti och nådde fem replängder över Dödsbivacken. En storm bröt ut och efter att ha tillbringat tre dagar på berget tvingades de återgå. Detta var första gången någon retirerade med livet i behåll från de högre delarna av nordväggen. Den 21 juni 1938 dödsstörtade italienarna Bartolo Sandri och Mario Menti i ett nytt försök.
Den 24 juli 1938 påbörjades den första lyckade bestigningen av Anderl Heckmair, Ludwig Vörg, Heinrich Harrer och Fritz Kasparek. De påbörjade klättringen i två replag med bestämde sig efter Hinterstoissers travers att klättra vidare som ett lag under ledning av den erfarna Heckmair. Den tredje dagen bröt en storm ut och efter att ha pressats av laviner lyckades de nå toppen vid fyratiden på eftermiddagen. Harrer skrev drygt tjugo år senare boken ”Den vita spindeln” om de tidiga ansträngningarna för att bestiga nordväggen. Den vita spindeln syftar på den spindelliknande glaciären nära toppen.

### Senare klättringar
Andra och tredje bestigningen genomfördes 1947, sommaren 1950 skedde två bestigningar och sommaren 1952 genomfördes ytterligare sex bestigningar. Sommaren 1953 omkom fyra klättrare medan två klarade nordväggen i den tolfte bestigningen. 1957 blev ett ödesdigert år i Eigers historia. Tragedin slutade med att italienaren  Claudio Corti räddades i en riskfylld manöver med hjälp av en vinsch och en 300 meter lång stålvajer. Hans kumpan Stefano Longhi frös ihjäl efter flera dygn på en klipphylla medan två andra tyska klättrare nådde toppen och frös ihjäl under nedstigningen på andra sidan berget. Händelsen fick ett långt efterspel i tidningar och böcker. Nordväggen har sedan dess fortsatt att skörda liv och totalt har ca 60 personer omkommit under klättring mot toppen.
Den första vinterklättringen genomfördes av Walter Almberger, Toni Kinshofer och Anderl Mannhardt i mars 1961. Den första kvinnan som klarade nordväggen var Daisy Voog, tillsammans med Werner Bittner i september 1964.
John Harlin, Layton Kor och Dougal Haston besteg vintern 1966 nordväggen via en direkt och mycket svårare led än normalvägen från 1938. Ett tyskt lag under ledning av Georg Lenne hade kommit på samma idé samtidigt. John Harlin dödsstörtade efter att repet hade skavts av mot en skarp kant. Haston nådde trots detta toppen tillsammans med tyskarna. Harlin fick leden uppkallad efter sig. Boken ”The Life and Death of John Harlin” skrevs till hans ära. Även Haston och Lenne skrev böcker om direktleden.
Den första ensambestigningen gjordes av Michel Darbellay 1963 och den första kvinnliga ensambestigningen gjordes 1992 av Catherine Destivelle. 1973 klättrade Reinhold Messner och Peter Habeler upp till toppen på 10 timmar. I februari 2008 nådde schweizaren Ueli Steck toppen på 2 timmar och 47 minuter. Han förbättrade det resultatet den 16 nov 2015 till 2 timmar och 22 minuter. 

## Jungfraubahn
Järnvägslinjen Jungfraubahn sträcker sig 9,3 kilometer genom Eiger i en tunnel, och två stationer inne i berget ger möjlighet till utsikt genom utkiksfönster i bergväggen. Järnvägen har sin ändstation vid Jungfraujochpasset, vilken är Europas högst belägna järnvägsstation 3 454 m ö.h.
I juli 2006 föll en bit av Eiger, motsvarande 700 000 kubikmeter sten, från östra sidan. Stenklumpen landade i ett obebott område, så ingen människa eller byggnad skadades.

## Filmografi
- Grat zum Himmel, Otto Ritter (1948), dokumentär
- The Eiger Sanction, Clint Eastwood (1975), spelfilm
- The Alps Stephen Venables, Stephen Judson (2007), dokumentär
- The Beckoning Silence,  Joe Simpson (2007), TV-film
- Nordwand (North Face) Philipp Stölzl (2008), spelfilm om Hinterstoissers och Kurtz tragedi